# Alonzo Church
Alonzo Church (ur. 14 czerwca 1903 w Waszyngtonie, zm. 11 sierpnia 1995 w Hudson) – amerykański logik i matematyk.

## Życiorys
Studiował na Uniwersytecie Princeton (magisterium 1924, doktorat z wyróżnieniem 1927). Po studiach rok pracował w Uniwersytecie Harvarda, potem pół roku w Getyndze i pół roku w Amsterdamie, gdzie współpracował z Brouwerem. Po powrocie do Stanów objął stanowisko profesora matematyki w Princeton (w roku 1929), które zajmował do roku 1967, kiedy przeniósł się do Kalifornii; tu z kolei został profesorem matematyki i filozofii.
Prace Churcha wywarły zasadniczy wpływ na logikę matematyczną i informatykę. W roku 1930 stworzył tzw. rachunek lambda, będący odpowiednikiem uniwersalnej maszyny Turinga. Słynnym osiągnięciem Churcha jest twierdzenie z 1936 roku o nierozstrzygalności pełnego rachunku predykatów (w: An unsolvable problem in elementary number theory, American Journal of Mathematics 58 (1936), 345-363). Twierdzenie to jest alternatywnym dla dowodu Turinga rozwiązaniem problemu Entscheidungsproblem postawionego przez Davida Hilberta w 1928 roku. Twierdzenie Churcha i Turinga, będące kontynuacją prac Kurta Gödla, nazwane zostało Tezą Churcha-Turinga.
Alonzo Church założył w 1936 roku „Journal of Symbolic Logic” i redagował to pismo do roku 1979. Napisał w 1956 książkę Introduction to Mathematical Logic.
Wypromował 31 studentów, był wśród nich Alan Turing.